# Дикие лебеди (мультфильм)
«Дикие лебеди» — советский полнометражный рисованный мультипликационный фильм 1962 года по одноимённой сказке Ханса Кристиана Андерсена. Мультфильм демонстрировался в кинотеатрах.

## Сюжет
В одной стране жил когда-то король-вдовец. У него было одиннадцать сыновей — Христиан, Клаус, Ханс, Кнут, Герман, Отто, Фердинанд, Юстин, Иоханн, Август и Петер — и единственная дочь, Элиза. Король женится второй раз. Элиза надеется, что новая жена короля полюбит детей. Однако молодая королева оказывается злой колдуньей, она невзлюбила детей короля. Ночью, когда они спали, она при помощи зелья затемнила волосы и лицо Элизы, чтобы отец её не узнал, а одиннадцать принцев превратила в лебедей и прогнала из замка.
Наутро король не узнал в Элизе свою дочь и велел прогнать её. С тех пор она вынуждена была скитаться по свету. Но однажды Элиза нашла приют у доброй старушки, которая рассказала ей об одиннадцати лебедях.
Шли годы. Элиза повзрослела. Всё это время она не теряла надежды найти своих братьев. Тем временем повзрослевшие братья пытались, в свою очередь, отыскать сестру. Самый младший из них увидел на земле спящую Элизу, но, из-за её затемнённого мачехой лица, он не узнал её. Когда же Элиза встретилась с братьями, те не узнали её вновь, уверяя, что их сестра была красивее. Тогда Элиза решила броситься со скалы в волшебное озеро. Но она не погибла, а вышла из воды красивой, как прежде. Братья наконец-то признали её.
Принцы рассказали сестре о своей жизни. С рассветом они начинают странствовать по свету, а с заходом солнца превращаются в людей. Элиза просит своих братьев взять с собой в страну, где они живут. Братья плетут для неё сетку из лозняка.
Во время одного из странствий стая попадает в грозу и устраивается на ночлег на небольшом островке. Там Элиза встречает мудрую ворону, которая рассказывает, как снять заклятие с её братьев: прибыв в страну, где они живут, она должна голыми руками нарвать крапивы и связать из её волокон кольчуги. Одно прикосновение этих кольчуг к перьям лебедей снимет с них заклятие. Но главное условие, которое она должна соблюсти в процессе — это абсолютное молчание, поскольку первое же произнесённое ею слово убьёт её братьев.
Братья с сестрой прибывают в их страну. Элиза добывает крапиву и начинает плести кольчуги для братьев, при этом не произнося ни слова. Однажды во время охоты Элизу встречает молодой король страны, где жили братья. Он влюбляется в неё и предлагает ей жить у него в замке. Элиза соглашается. Такое решение вызывает недовольство у епископа, чья племянница Марта должна была выйти за короля замуж. Он решает сжить нежеланную гостью со свету. Сначала он пытается сделать так, чтобы король проиграл в рыцарском турнире за руку и сердце Элизы. Но король побеждает, и Элиза становится его невестой. Тогда епископ пытается доказать, что королевская невеста — ведьма.
Тем временем у Элизы кончается крапива для последней кольчуги, и она идёт за ней на местное кладбище. Воспользовавшись этим, епископ с монахом приводят туда короля и хотят убедить его в том, что Элиза ведёт себя как ведьма. Король не верит этому и просит свою невесту признать свою невиновность. Но Элиза по-прежнему хранит молчание. Когда молодой король отсутствует в замке, епископ фальсифицирует королевский указ: заточить королевскую невесту-ведьму в темницу, а наутро — сжечь на костре.
Братья вновь разыскивают пропавшую сестру. Младший из них, Петер, находит её и сообщает всем остальным, где она находится. Ночью братья врываются в замок и требуют короля. Они вступают в бой со стражей, но с рассветом превращаются в лебедей. Элизу, которая успевает закончить последнюю кольчугу, везут на костёр. Об этом королю сообщает мудрая ворона, и тот спешит её спасти. Также на помощь Элизе поспевают братья. Сестра надевает на них кольчуги, и они навсегда превращаются в людей. Прибывает и король. Элиза, наконец, рассказывает ему, что для спасения братьев ей пришлось хранить молчание. Теперь, когда горе позади, они будут жить вместе долго и счастливо.

## Художественные особенности
Киновед Пётр Багров в своём анализе советской «андерсеновской» фильмографии ставит мультфильм «Дикие лебеди» на особое место, отделяя его литературную основу от других сказок Андерсена: «Это, в общем-то, и не сказка. Это — старинная датская легенда». Соответственно, иной, по сравнению с другими мультипликационными экранизациями, оказалась и изобразительная манера, в которой создана лента: «Вытянутые, „готические“ люди и скалы — и в то же время плоскостное, средневеково-примитивистское изображение». Багров также отмечает типичный для игрового кино, но редкий в советской мультипликации параллельный монтаж.
Демонстративную условность рисованного изображения, напоминающую о готическом искусстве, отмечают и другие исследователи творчества Михаила Цехановского.

## Съёмочная группа
- Авторы сценария — Евгений Рысс, Леонид Трауберг
- Текст песен — Михаила Вольпина
- Режиссёры-постановщики — Михаил и Вера Цехановские
- Художники-постановщики — Натан Лернер, Макс Жеребчевский
- Художники — Борис Корнеев, Дмитрий Анпилов
- Композитор — Александр Варламов
- Оператор — Елена Петрова
- Ассистент оператора — Светлана Кощеева
- Звукооператор — Борис Фильчиков
- Художники-мультипликаторы:
  - Елена Хлудова
  - Виктор Шевков
  - Валентин Кушнерёв
  - Рената Миренкова
  - Лидия Резцова
  - Нина Чернова
  - Фаина Епифанова
  - Константин Чикин
  - Татьяна Таранович
  - Владимир Зарубин
  - Борис Бутаков
  - Иван Давыдов
  - Вячеслав Котёночкин
  - Татьяна Померанцева
  - О. Сысоева
  - Л. Рыбчевская
  - Н. Австрийская
  - Елена Вершинина
  - Константин Малышев
  - В. Максимович
  - Владимир Рогов
  - Эраст Меладзе
- Ассистенты режиссёра — Лидия Никитина, Елена Туранова
- Ассистент по монтажу — Валентина Турубинер
- Редактор — Зинаида Павлова
- Роли озвучивали:
  - Валентина Туманова
  - Елена Понсова
  - Виктор Сергачёв
  - Эраст Гарин
  - Сергей Мартинсон
  - Анатолий Щукин
  - Роберт Чумак
  - Константин Устюгов
  - Аскольд Беседин
- Директор картины — Григорий Кругликов